# Desvonde Botes
Desvonde Pierre Botes (Pretoria, 2 november 1974) is een golfprofessional uit Zuid-Afrika.

## Amateur
Botes was 16 jaar en vijf maanden oud toen hij het Zuid-Afrikaans Amateur Kampioenschap won, het record stond sinds 1986 op naam van Ernie Els die twintig dagen ouder was toen hij het won.

### Gewonnen
- 1991: Zuid-Afrikaans Amateur Kampioenschap

## Professional
Botes werd in 1992 professional en heeft vooral op de Sunshine Tour gespeeld. Na een paar overwinningen besloot hij te proberen zich voor de Europese Tour te kwalificeren. In 1999 lukte dat niet maar in 2000 won hij de Europese Tourschool, waarna hij in 2001 en 2002 in Europa speelde. In 2002 had hij last van zijn rug. In 2003 werd hij nummer 3 op de Order of Merit van de Sunshine Tour. Zijn volgende poging op de Europese Tourschool resulteerde in de laatste spelerskaart, hij had dus niet veel speelkansen en hij behaalde maar één top-10 resultaat. Daarna speelde hij alleen nog op de Sunshine Tour.

### Gewonnen
Sunshine Tour
- 1993: Mercedes Benz Golf Challenge
- 1996: Zambia Open
- 1997: Bosveld Classic, Vodacom Series: Western Cape
- 1998: Platinum Classic, Pietersburg Classic, South African Masters
- 1999: Vodacom Series: Free State
- 2000: Platinum Classic
- 2003: Parmalat Classic
- 2005: Vodacom Origins of Golf Tour – Gauteng, Vodacom Origins of Golf Tour – Eastern Cape
- 2006: Seekers Travel Pro-Am

Anders
- 2000: Europese Tourschool